# Split Paw Pad Disease
Die Split Paw Pad Disease ist eine Erkrankung der Ballen (englisch paw pad) bei Haushunden. Die Ursache ist nicht bekannt, vermutet wird ein Gendefekt, der zu einer Störung der Verhornung führt, so dass sich oberflächliche von tiefen Schichten der Epidermis lösen [englisch: split = geteilt, gespalten]. Die Split Paw Pad Disease tritt vor allem bei jungen erwachsenen Hunden auf. Bei der Erkrankung lösen sich Abschnitte des Ballenhorns und es kommt meist zu einer schmerzhaften Sekundärinfektion. Bei chronischem Verlauf können auch Krusten und Geschwüre auftreten. Die Diagnose wird histopathologisch gesichert. Eine spezifische Behandlung gibt es nicht.